# Ligue majeure de baseball 2024
Navigation
2023 2025
La saison 2024 de la Ligue majeure de baseball est la 149e saison de l'histoire de la Ligue majeure de baseball (MLB) et la 124e depuis qu'elle est constituée de ses deux composantes, la Ligue américaine et la Ligue nationale. La saison régulière débute le 28 mars et se termine le 29 septembre 2024. Les séries éliminatoires débute le 1er octobre et se termine le 30 octobre 2023 par le match 5 de la Série mondiale 2024. 
Ce sont les Dodgers de Los Angeles qui remportent leur huitième Série mondiale face aux Yankees de New York en 5 matchs.

## Participants
| Franchise              | Stade                       |
| ---------------------- | --------------------------- |
| Orioles de Baltimore   | Oriole Park at Camden Yards |
| Red Sox de Boston      | Fenway Park                 |
| Yankees de New York    | Yankee Stadium              |
| Rays de Tampa Bay      | Tropicana Field             |
| Blue Jays de Toronto   | Centre Rogers               |
| White Sox de Chicago   | Guaranteed Rate Field       |
| Guardians de Cleveland | Progressive Field           |
| Tigers de Détroit      | Comerica Park               |
| Royals de Kansas City  | Kauffman Stadium            |
| Twins du Minnesota     | Target Field                |
| Angels de Los Angeles  | Angel Stadium of Anaheim    |
| Astros de Houston      | Minute Maid Park            |
| Athletics d'Oakland    | Oakland Coliseum            |
| Mariners de Seattle    | T-Mobile Park               |
| Rangers du Texas       | Globe Life Field            |

| Franchise                 | Stade                    |
| ------------------------- | ------------------------ |
| Braves d'Atlanta          | Truist Park              |
| Marlins de Miami          | LoanDepot Park           |
| Mets de New York          | Citi Field               |
| Phillies de Philadelphie  | Citizens Bank Park       |
| Nationals de Washington   | Nationals Park           |
| Cubs de Chicago           | Wrigley Field            |
| Reds de Cincinnati        | Great American Ball Park |
| Brewers de Milwaukee      | American Family Field    |
| Pirates de Pittsburgh     | PNC Park                 |
| Cardinals de Saint-Louis  | Busch Stadium            |
| Diamondbacks de l'Arizona | Chase Field              |
| Rockies du Colorado       | Coors Field              |
| Dodgers de Los Angeles    | Dodger Stadium           |
| Padres de San Diego       | Petco Park               |
| Giants de San Francisco   | Oracle Park              |

| Braves Marlins Yankees Phillies Nationals Cubs Reds Astros Brewers Pirates Cardinals Diamondbacks Rockies Dodgers Padres Giants Orioles Red Sox Mets Rays Blue Jays White Sox Guardians Tigers Royals Twins Angels Athletics Mariners Rangers |

## Calendrier
Le 13 juillet 2023, la Ligue majeure de baseball dévoile le calendrier pour la saison 2024. Il y a toujours 162 matchs pour chaque équipe et cette année toutes les équipes s'affrontent au moins une fois. Les équipes jouent 13 matchs contre leur rivaux de division, soit un total de 52 match. Ils jouent 6 matchs contre six adversaires et sept contre quatre adversaires de la même ligue, soit 64 match au total. Enfin, chaque équipes jouent 46 matchs interligues (Ligue américaine contre Ligue nationale), dont une série de quatre matchs aller-retour contre leur rival interligues (Dodgers contre Angels ou encore Yankees contre Mets).
Dans le cadre du MLB World Tour, les Padres de San Diego et les Dodgers de Los Angeles débutent leur saison à Seoul le 20 et 21 mars. Les Astros de Houston et les Rockies du Colorado jouent une série de deux matchs a l'Estadio Alfredo Harp Helú de Mexico les 27 et 28 avril. Les Mets de New York et les Phillies de Philadelphie jouent une série de deux matchs au Stade de Londres, lors des London Series les 8 et 9 juin. La MLB Little League Classic se déroule le 18 aout entre les Tigers de Detroit et les Yankees de New York.
Le Match des étoiles 2024, a lieu le 16 juillet au Globe Life Field de Arlington, stade des Rangers du Texas. 
La journée d'ouverture a lieu le 28 mars et les 30 équipes jouent lors de cette journée.

## Classements
Légende :
- Qualification pour les séries éliminatoires

| AL Est                   | V  | D  | Moy.  | MR | Dom.  | Ext.  |
| ------------------------ | -- | -- | ----- | -- | ----- | ----- |
| (1) Yankees de New York  | 94 | 68 | 0.580 | —  | 44–37 | 50–31 |
| (4) Orioles de Baltimore | 91 | 71 | 0.562 | 3  | 44–37 | 47–34 |
| Red Sox de Boston        | 81 | 81 | 0.500 | 13 | 38–43 | 43–38 |
| Rays de Tampa Bay        | 80 | 82 | 0.494 | 14 | 42–39 | 38–43 |
| Blue Jays de Toronto     | 74 | 88 | 0.457 | 20 | 39–42 | 35–46 |

| AL Centrale                | V  | D   | Moy.  | MR  | Dom.  | Ext.  |
| -------------------------- | -- | --- | ----- | --- | ----- | ----- |
| (2) Guardians de Cleveland | 92 | 69  | 0.571 | —   | 50–30 | 42–39 |
| (5) Royals de Kansas City  | 86 | 76  | 0.531 | 6½  | 45–36 | 41–40 |
| (6) Tigers de Détroit      | 86 | 76  | 0.531 | 6½  | 43–38 | 43–38 |
| Twins du Minnesota         | 82 | 80  | 0.506 | 10½ | 43–38 | 39–42 |
| White Sox de Chicago       | 41 | 121 | 0.253 | 51½ | 23–58 | 18–63 |

| AL Ouest              | V  | D  | Moy.  | MR  | Dom.  | Ext.  |
| --------------------- | -- | -- | ----- | --- | ----- | ----- |
| (3) Astros de Houston | 88 | 73 | 0.547 | —   | 46–35 | 42–38 |
| Mariners de Seattle   | 85 | 77 | 0.525 | 3½  | 49–32 | 36–45 |
| Rangers du Texas      | 78 | 74 | 0.513 | 5½  | 44–37 | 34–37 |
| Athletics d'Oakland   | 69 | 93 | 0.426 | 19½ | 38–43 | 31–50 |
| Angels de Los Angeles | 63 | 99 | 0.389 | 25½ | 32–49 | 31–50 |

| NL Est                       | V  | D   | Moy.  | MR | Dom.  | Ext.  |
| ---------------------------- | -- | --- | ----- | -- | ----- | ----- |
| (2) Phillies de Philadelphie | 95 | 67  | 0.586 | —  | 54–27 | 41–40 |
| (5) Braves d'Atlanta         | 89 | 73  | 0.549 | 6  | 46–35 | 43–38 |
| (6) Mets de New York         | 89 | 73  | 0.549 | 6  | 46–35 | 43–38 |
| Nationals de Washington      | 71 | 91  | 0.438 | 24 | 38–43 | 33–48 |
| Marlins de Miami             | 62 | 100 | 0.383 | 33 | 30–51 | 32–49 |

| NL Centrale              | V  | D  | Moy.  | MR | Dom.  | Ext.  |
| ------------------------ | -- | -- | ----- | -- | ----- | ----- |
| (3) Brewers de Milwaukee | 93 | 69 | 0.574 | —  | 47–34 | 46–35 |
| Cardinals de Saint-Louis | 83 | 79 | 0.512 | 10 | 44–37 | 39–42 |
| Cubs de Chicago          | 83 | 79 | 0.512 | 10 | 44–37 | 39–42 |
| Reds de Cincinnati       | 77 | 85 | 0.475 | 16 | 39–42 | 38–43 |
| Pirates de Pittsburgh    | 76 | 86 | 0.469 | 17 | 39–42 | 37–44 |

| NL Ouest                   | V  | D   | Moy.  | MR | Dom.  | Ext.  |
| -------------------------- | -- | --- | ----- | -- | ----- | ----- |
| (1) Dodgers de Los Angeles | 98 | 64  | 0.605 | —  | 52–29 | 46–35 |
| (4) Padres de San Diego    | 93 | 69  | 0.574 | 5  | 45–36 | 48–33 |
| Diamondbacks de l'Arizona  | 89 | 73  | 0.549 | 9  | 44–37 | 45–36 |
| Giants de San Francisco    | 80 | 82  | 0.494 | 18 | 42–39 | 38–43 |
| Rockies du Colorado        | 61 | 101 | 0.377 | 37 | 37–44 | 24–57 |

## Séries éliminatoires
Cette année les séries éliminatoires restent inchangés par rapport à la saison dernière, :
- Douze équipes se qualifient pour les séries éliminatoires, avec des gagnants de division classés un à trois et un wild card classé quatre à six dans leurs ligues respectives.
- Les deux premières têtes de série de chaque ligue sont exempts de wild card.
- L'équipe vainqueur de division la moins bien classée et trois équipes de wild card (chacune classée selon le record de la saison régulière) jouent un tour Wild Card au meilleur des trois, la tête de série la plus élevée accueillant les trois matchs. La troisième tête de série joue la sixième tête de série et la quatrième tête de série joue la cinquième tête de série.
- La première tête de série affrontera le vainqueur de la quatrième tête de série contre la cinquième tête de série, et la deuxième tête de série affronte le vainqueur de la troisième tête de série contre la sixième tête de série dans le tour de division.

Les Dodgers de Los Angeles remportent leur huitième Série mondiale. Freddie Freeman est nommé joueur par excellence de la Série mondiale.

### Tableau
|  | Séries de Wild Card | Séries de Wild Card      | Séries de Wild Card | Séries de Wild Card    |     |                        | Séries de divisions | Séries de divisions | Séries de divisions | Séries de divisions |  |  | Série de championnat | Série de championnat | Série de championnat | Série de championnat |  |  | Série mondiale | Série mondiale | Série mondiale | Série mondiale |
|  |                     |                          |                     |                        |     |                        |                     |                     |                     |                     |  |  |                      |                      |                      |                      |  |  |                |                |                |                |
|  |                     |                          |                     |                        |     |                        |                     |                     |                     |                     |  |  |                      |                      |                      |                      |  |  |                |                |                |                |
|  |                     |                          |                     |                        |     |                        |                     |                     |                     |                     |  |  |                      |                      |                      |                      |  |  |                |                |                |                |
|  |                     |                          |                     |                        |     |                        |                     |                     |                     |                     |  |  |                      |                      |                      |                      |  |  |                |                |                |                |
|  |                     |                          |                     |                        |     |                        |                     |                     |                     |                     |  |  |                      |                      |                      |                      |  |  |                |                |                |                |
|  | 1                   | Yankees de New York      | 3                   | 3                      |     |                        |                     |                     |                     |                     |  |  |                      |                      |                      |                      |  |  |                |                |                |                |
|  | 1                   | Yankees de New York      | 3                   | 3                      |     |                        |                     |                     |                     |                     |  |  |                      |                      |                      |                      |  |  |                |                |                |                |
|  |                     |                          | 5                   | Royals de Kansas City  | 1   | 1                      |                     |                     |                     |                     |  |  |                      |                      |                      |                      |  |  |                |                |                |                |
|  | 4                   | Orioles de Baltimore     | 5                   | Royals de Kansas City  | 1   | 1                      | 0                   | 0                   |                     |                     |  |  |                      |                      |                      |                      |  |  |                |                |                |                |
|  | 4                   | Orioles de Baltimore     |                     |                        |     |                        |                     | 0                   |                     |                     |  |  |                      |                      |                      |                      |  |  |                |                |                |                |
|  | 5                   | Royals de Kansas City    | 2                   | 2                      |     |                        |                     |                     |                     |                     |  |  |                      |                      |                      |                      |  |  |                |                |                |                |
|  | 5                   | Royals de Kansas City    | 2                   | 2                      | 1   | Yankees de New York    | 4                   | 4                   |                     |                     |  |  |                      |                      |                      |                      |  |  |                |                |                |                |
|  |                     |                          |                     |                        | 1   | Yankees de New York    | 4                   | 4                   |                     |                     |  |  |                      |                      |                      |                      |  |  |                |                |                |                |
|  |                     |                          | 2                   | Guardians de Cleveland | 1   | 1                      |                     |                     |                     |                     |  |  |                      |                      |                      |                      |  |  |                |                |                |                |
|  |                     |                          |                     |                        | 1   | 1                      |                     |                     |                     |                     |  |  |                      |                      |                      |                      |  |  |                |                |                |                |
|  |                     |                          |                     |                        |     |                        |                     |                     |                     |                     |  |  |                      |                      |                      |                      |  |  |                |                |                |                |
|  |                     |                          |                     |                        |     |                        |                     |                     |                     |                     |  |  |                      |                      |                      |                      |  |  |                |                |                |                |
|  | 2                   | Guardians de Cleveland   | 3                   | 3                      |     |                        |                     |                     |                     |                     |  |  |                      |                      |                      |                      |  |  |                |                |                |                |
|  | 2                   | Guardians de Cleveland   | 3                   | 3                      |     |                        |                     |                     |                     |                     |  |  |                      |                      |                      |                      |  |  |                |                |                |                |
|  |                     |                          | 6                   | Tigers de Détroit      | 2   | 2                      |                     |                     |                     |                     |  |  |                      |                      |                      |                      |  |  |                |                |                |                |
|  | 3                   | Astros de Houston        | 6                   | Tigers de Détroit      | 2   | 2                      | 0                   | 0                   |                     |                     |  |  |                      |                      |                      |                      |  |  |                |                |                |                |
|  | 3                   | Astros de Houston        |                     |                        |     |                        |                     | 0                   |                     |                     |  |  |                      |                      |                      |                      |  |  |                |                |                |                |
|  | 6                   | Tigers de Détroit        | 2                   | 2                      |     |                        |                     |                     |                     |                     |  |  |                      |                      |                      |                      |  |  |                |                |                |                |
|  | 6                   | Tigers de Détroit        | 2                   | 2                      | AL1 | Yankees de New York    | 1                   | 1                   |                     |                     |  |  |                      |                      |                      |                      |  |  |                |                |                |                |
|  |                     |                          |                     |                        | AL1 | Yankees de New York    | 1                   | 1                   |                     |                     |  |  |                      |                      |                      |                      |  |  |                |                |                |                |
|  |                     |                          | NL1                 | Dodgers de Los Angeles | 4   | 4                      |                     |                     |                     |                     |  |  |                      |                      |                      |                      |  |  |                |                |                |                |
|  |                     |                          |                     |                        | 4   | 4                      |                     |                     |                     |                     |  |  |                      |                      |                      |                      |  |  |                |                |                |                |
|  |                     |                          |                     |                        |     |                        |                     |                     |                     |                     |  |  |                      |                      |                      |                      |  |  |                |                |                |                |
|  |                     |                          |                     |                        |     |                        |                     |                     |                     |                     |  |  |                      |                      |                      |                      |  |  |                |                |                |                |
|  | 1                   | Dodgers de Los Angeles   | 3                   | 3                      |     |                        |                     |                     |                     |                     |  |  |                      |                      |                      |                      |  |  |                |                |                |                |
|  | 1                   | Dodgers de Los Angeles   | 3                   | 3                      |     |                        |                     |                     |                     |                     |  |  |                      |                      |                      |                      |  |  |                |                |                |                |
|  |                     |                          | 4                   | Padres de San Diego    | 2   | 2                      |                     |                     |                     |                     |  |  |                      |                      |                      |                      |  |  |                |                |                |                |
|  | 4                   | Padres de San Diego      | 4                   | Padres de San Diego    | 2   | 2                      | 2                   | 2                   |                     |                     |  |  |                      |                      |                      |                      |  |  |                |                |                |                |
|  | 4                   | Padres de San Diego      |                     |                        |     |                        |                     | 2                   |                     |                     |  |  |                      |                      |                      |                      |  |  |                |                |                |                |
|  | 5                   | Braves d'Atlanta         | 0                   | 0                      |     |                        |                     |                     |                     |                     |  |  |                      |                      |                      |                      |  |  |                |                |                |                |
|  | 5                   | Braves d'Atlanta         | 0                   | 0                      | 1   | Dodgers de Los Angeles | 4                   | 4                   |                     |                     |  |  |                      |                      |                      |                      |  |  |                |                |                |                |
|  |                     |                          |                     |                        | 1   | Dodgers de Los Angeles | 4                   | 4                   |                     |                     |  |  |                      |                      |                      |                      |  |  |                |                |                |                |
|  |                     |                          | 6                   | Mets de New York       | 2   | 2                      |                     |                     |                     |                     |  |  |                      |                      |                      |                      |  |  |                |                |                |                |
|  |                     |                          |                     |                        | 2   | 2                      |                     |                     |                     |                     |  |  |                      |                      |                      |                      |  |  |                |                |                |                |
|  |                     |                          |                     |                        |     |                        |                     |                     |                     |                     |  |  |                      |                      |                      |                      |  |  |                |                |                |                |
|  |                     |                          |                     |                        |     |                        |                     |                     |                     |                     |  |  |                      |                      |                      |                      |  |  |                |                |                |                |
|  | 2                   | Phillies de Philadelphie | 1                   | 1                      |     |                        |                     |                     |                     |                     |  |  |                      |                      |                      |                      |  |  |                |                |                |                |
|  | 2                   | Phillies de Philadelphie | 1                   | 1                      |     |                        |                     |                     |                     |                     |  |  |                      |                      |                      |                      |  |  |                |                |                |                |
|  |                     |                          | 6                   | Mets de New York       | 3   | 3                      |                     |                     |                     |                     |  |  |                      |                      |                      |                      |  |  |                |                |                |                |
|  | 3                   | Brewers de Milwaukee     | 6                   | Mets de New York       | 3   | 3                      | 1                   | 1                   |                     |                     |  |  |                      |                      |                      |                      |  |  |                |                |                |                |
|  | 3                   | Brewers de Milwaukee     |                     |                        |     |                        |                     | 1                   |                     |                     |  |  |                      |                      |                      |                      |  |  |                |                |                |                |
|  | 6                   | Mets de New York         | 2                   | 2                      |     |                        |                     |                     |                     |                     |  |  |                      |                      |                      |                      |  |  |                |                |                |                |
|  | 6                   | Mets de New York         | 2                   | 2                      |     |                        |                     |                     |                     |                     |  |  |                      |                      |                      |                      |  |  |                |                |                |                |
|  |                     |                          |                     |                        |     |                        |                     |                     |                     |                     |  |  |                      |                      |                      |                      |  |  |                |                |                |                |